# Campeonato Paranaense de Futebol de 2021 - Terceira Divisão
A Terceira Divisão do Campeonato Paranaense de Futebol de 2021 foi a 22ª edição desta competição realizada pela Federação Paranaense de Futebol (FPF). O torneio contou com a presença de 12 clubes, o maior numero de participantes desde a volta da terceira divisão, em 2008.

## Regulamento
- Os doze clubes serão divididos em dois grupos com seis times cada, se enfrentando em turno e returno. Os dois melhores colocados de cada grupo avançam para as semifinais.

- Nas semifinais, os confrontos serão definidos por campanha na fase de grupos, e serão realizados em jogos de ida e volta. Caso haja igualdade nos pontos ganhos nesses confrontos, será considerado como primeiro critério de desempate o saldo de gols, e em caso de persistência, será realizada a disputa de pênaltis.

- A final será realizada em jogos de ida em volta. Os critérios de desempate da fase anterior serão atribuídos também nessa fase.

### Critérios de desempate
Em caso de empate no número de pontos na primeira fase, serão atribuídos os seguintes critérios:
- a) Número de vitórias;
- b) Maior saldo de gols;
- c) Maior número de gols pró;
- d) Confronto direto;
- e) Menor número de cartões vermelhos recebidos;
- f) Menor número de cartões amarelos recebidos;
- g) Sorteio público na sede da FPF.

## Primeira Fase
| Legenda | Legenda                    |
| ------- | -------------------------- |
|         | Classificados à fase final |

### Grupo B
AO Grecal foi punido pelo TJD-PR com a perda de 4 pontos por relacionar para uma partida atletas sem a devida inscrição no BID-e.

## Fase Final
- Em itálico os times que possuem o mando de jogo na primeira partida. Em negrito os classificados.

|  | Semifinais       | Semifinais    | Semifinais | Semifinais |   |       | Final | Final | Final | Final |
|  |                  |               |            |            |   |       |       |       |       |       |
|  | Aruko            | 1             | 1          | 2          |   |       |       |       |       |       |
|  | Iraty            | 0             | 1          | 1          |   |       |       |       |       |       |
|  | Iraty            | 0             | 1          | 1          |   | Aruko | 3     | 1     | 4     |       |
|  |                  |               |            |            |   | Aruko | 3     | 1     | 4     |       |
|  |                  | Foz do Iguaçu | 0          | 3          | 3 |       |       |       |       |       |
|  | Foz do Iguaçu    | Foz do Iguaçu | 0          | 3          | 3 | 3     | 1     | 4     |       |       |
|  | Foz do Iguaçu    |               |            |            |   | 3     | 1     | 4     |       |       |
|  | Laranja Mecânica | 3             | 0          | 3          |   |       |       |       |       |       |

| Aumento | Equipes promovidas à Segunda Divisão de 2022 |

## Final

### Jogo de ida
| 4 de dezembro | 15:30 | Aruko | 3 – 0 | Foz do Iguaçu | Willie Davids, Maringá |

### Jogo de volta
| 11 de dezembro | 15:30 | Foz do Iguaçu | 3 – 1 | Aruko | Estádio do ABC, Foz do Iguaçu |

## Premiação
| Campeonato Paranaense de Futebol de 2021 - Terceira Divisão |
| Maringá                                                     |
| ----------------------------------------------------------- |
| Aruko Campeão (1.º título)                                  |

## Classificação geral
| Pos | Equipes          | Pts | J  | V  | E | D | GP | GC | SG  | Classificação                                            |
| --- | ---------------- | --- | -- | -- | - | - | -- | -- | --- | -------------------------------------------------------- |
| 1   | Aruko            | 35  | 14 | 11 | 2 | 1 | 42 | 7  | +35 | Campeão e acesso a Segunda Divisão 2022                  |
| 2   | Foz do Iguaçu    | 28  | 14 | 8  | 1 | 2 | 23 | 13 | +10 | Vice-Campeão e acesso a Segunda Divisão 2022             |
| 3   | Laranja Mecânica | 23  | 12 | 7  | 2 | 3 | 30 | 10 | +20 | Eliminado na semifinal e acesso a Segunda Divisão 2022 C |
| 4   | Iraty            | 19  | 12 | 6  | 1 | 5 | 9  | 16 | –7  | Eliminado na semifinal                                   |
| 5   | Portuguesa-PR    | 18  | 10 | 6  | 0 | 4 | 17 | 23 | –6  | Eliminados na Primeira Fase                              |
| 6   | Paranavaí        | 17  | 10 | 5  | 2 | 3 | 19 | 12 | +7  | Eliminados na Primeira Fase                              |
| 7   | Patriotas        | 16  | 10 | 5  | 1 | 4 | 15 | 9  | +6  | Eliminados na Primeira Fase                              |
| 8   | Rolândia         | 12  | 10 | 4  | 0 | 6 | 15 | 21 | –6  | Eliminados na Primeira Fase                              |
| 9   | Cambé            | 5   | 10 | 1  | 2 | 7 | 10 | 27 | –17 | Eliminados na Primeira Fase                              |
| 10  | GRECAL           | 4A  | 10 | 2  | 2 | 6 | 12 | 19 | –7  | Eliminados na Primeira Fase                              |
| 11  | Arapongas        | 2   | 10 | 0  | 2 | 8 | 10 | 35 | –25 | Eliminados na Primeira Fase                              |
| 12  | Batel            | 0B  | 10 | 1  | 2 | 7 | 6  | 15 | –9  | Eliminados na Primeira Fase                              |

AO Grecal foi punido pelo TJD-PR com a perda de 4 pontos por relacionar para uma partida atletas sem a devida inscrição no BID-e.
BO Batel foi punido pelo TJD-PR com a perda de todos os pontos por descumprir diversas normas do campeonato.
CO Laranja Mecânica foi promovido para a Segunda Divisão de 2022 por conta da punição feita a FPF ao Cascavel CR no Paranaense 2021.